# Киприан Киевски
Киприан, митрополит, патриарх Киевски, Литовски и на цяла Рус – български духовник, признат официално през 1472 г. за светец и чудотворец (почитание: 16 септември по нов стил, 29 септември по стар стил; 27 май – обретение на мощите). Автор на агиографски съчинения. Принадлежи към Търновската книжовна школа.

## Биография
Той е родом българин, вероятно от известния болярски род Цамблак. Григорий Цамблак, митрополит Киевски (1415 – 1419), го нарича „брат на нашия отец“, под което най-често се разбира, че Киприан е бил чичо на Григорий, а не негов духовен отец. Текстът обаче може да има предвид духовните връзки между Киприан и патриарх Евтимий Търновски, общия „отец“ на всички български монаси.
Заминава за Византия през 1350-те. Замонашен е по негови думи на Атон, където е представител на исихазма сред последователите на цариградския патриарх Филотей I Кокин. Счита се, че успехите на Филотей през второто му управление на Цариградската патриаршия (1364 – 1376) – помирението на Сръбската и Българската църкви и укрепването на Руската църква, са постигнати с активното съдействие на Киприан.

## Митрополит на Великото литовско княжество
Киприан се изявява като успешен дипломат. През 1373 – 1374 г. е изпратен с първа мисия в Киев, за да помири руския митрополит Алексий с княза на Твер и последния – с литовския княз Олгерд. Митрополитът бил отлъчил от църквата княза на Твер. Един от посланиците на Цариградския патриарх Филотей е Киприан, който пристига в Литва в края на 1372 г. и остава там до пролетта на 1374 г. След това заминава за Твер при княз Михаил Александрович. Там пристига митрополит Алексий, който се подчинява на указанията на Цариградския патриарх. Алексий и Киприан се отправят заедно в Переславъл Залески, където Киприан се запознава с игумените Сергий Радонежки и неговия племенник Феодор Симоновски. Те водят кореспонденция. Поради политическата неумелост на Алексий Киприан моли патриарх Филотей да раздели Руската митрополия. От името на литовските князе той пише писмо до Цариград „да го назначат митрополит, иначе те ще си вземат друг от латинската църква“. Цариградският патриарх Филотей го ръкополага за митрополит на Киев и Литва в Цариград на 2 декември 1375 г., „за да се запази древното устройство на Русия и в бъдеще, т. е. тя пак да се намира под властта на един митрополит, да се подчинява на съборните закони, та след смъртта на кир (на гръцки: господин) Алексий кир Киприан да получи цяла Русия и да бъде единствен митрополит на цяла Русия“.
Според Никаноровската летопис Киприан пристига сам в Москва в 1376 г. и получава рязък отказ от княз Дмитрий Донски: „Ние си имаме митрополит Алексий. А ти защо се поставяш на жив митрополит? – Той замина от Москва за Киев и остана там да живее“. На 9 юни 1376 г. пристига в Киев и като представител на цариградския патриарх и императорът дава на литовските и полски земи църковна независимост, ръкополага епископ на вакантния пост на Владимиро-Волинската епископия, връща имуществото на митрополитската резиденция в Ново-грудок и на Софийския събор в Киев. Спечелва доверието на литовския велик княз Олгерд, а след това и на неговия син Ягело, който може би е бил православен християнин. Ако кръщаването на княз Олгерд на името Александър (1377) не е легенда, а исторически факт, то не би могло да се състои без участието на Киприан. Ягело, с православно име Яков, продължава да дружи с Киприан и като полски крал. Главна цел на Цариград и Киприан е възстановяването на единната Киевска митрополия. Киприан потвърждава първенството на великия княз на Владимир и Москва, макар че още в 1376 г. княз Дмитрий Иванович Донски се възпротивява на неговото назначение, а Руският митрополит Алексий го приема и му симпатизира.

## Борба за митрополия
След смъртта на Алексий на 12 февруари 1378 г. с поддръжката на Дмитрий Донски и антилитовската московска партия на болярите за митрополит с ново създадената титла „на Велика Русия“ е избран Михаил-Митяй, който е утвърден от патриарх Макарий. Киприан заминава от Киев, където е бил „2 години и 14 дни“ за Москва, където пристига през юни 1378 г., за да представи грамотите, подписании от патриарх Филотей, императора Йоан V и синода през декември 1375 г. Но там той е арестуван веднага, напълно ограбен и изгонен от града. Този епизод е известен в руските летописи в не по-малко от 3 редакции. Киприан настоява, че е единствено законен наследник на митрополит Алексий, тържествено отлъчва самозванците и заминава за Цариград за разглеждане на делото от патриарха и синода. Там обаче патриарх Макарий и император Андроник IV не стоят на негова страна.
Киприан пътува през Киев, Молдавия и Влахия, ограбен е на Дунава. Посещава родната си България, топло посрещнат от българския патриарх Евтимий (бивш атонски монах) и населението на Търново. Пребиваването на Киприан в България подробно описва Григорий Цамблак в надгробната си реч за Киприан. При това връзките между православна Литва и България са особено тесни: Теодорит е назначен за митрополит в Търново (1352), а българинът Григорий Цамблак – за Киевски митрополит (1415).
През април-май 1379 г. Киприан пристига в Цариград. След като на 1 юли 1379 г. Йоан V и неговият син Мануил с помощта на венецианците и с одобрението на султан Мурад отново превземат града, генуезците са изгонени, Андроник IV избягва в Галата и синодът веднага отстранява патриарх Макарий. В решение на патриархата (6 октомври 1379) се намира подписът на Киприан, „митрополит на цяла Русия“ (Ό ταπεινός μπτροπολίτης πάσης 'Ρωσίας Κυπριανός). Новият Цариградски патриарх Нил Керамей заема патриаршеския престол през май-юни 1380 г. При такива обстоятелства в Цариград пристигат посланици от Москва с кандидата за „митрополит на Велика Рус“, по старото съглашение, постигнато между патриарх Макарий и Андроник IV.
След Куликовската битка княз Дмитрий Донски рязко променя отношението си към Киприан, защото неговата политика на сближение с Великото литовско княжество е оправдана, а и монашеството, възглавявано от Сергий Радонежки стои на страната на Киприан. През зимата на 1380 – 1381 г. княз Дмитрий Донски изпраща своя личен духовник Феодор, игумен на Симоновския манастир в Киев, за да покани митрополит Киприан в Москва при себе си в митрополията. През 1381 г. Киприан пристига в Москва: „в четверток шестой недели по Велице дни [после Пасхи], на праздник Вознесениа Господня, прийде изо Царяграда на Русь пресвяшенныи Киприан на митрополию свою ис Киева на Москву. Князь же великий Дмитреи Иванович прия его с великою честию и весь град изыде на сретение ему. И бысть в тъи день оу князя у великаго пир велик на митрополита и радовахуся светло“. Следвайки византийския съборен акт, Дмитрий моли Киприан за опрощаване на „миналите грехове“ и порицава грамотите на „бившия цариградски патриарх Макарий“ (1376 – 1379), който междувременно бил назначил за митрополит на „Велика Рус“ руснака Пимен. След като Йоан V сключва мир със сина си Андроник IV през май 1381 г., Пимен се завръща в Русия. Той е арестуван в Коломна, лишен от сан и хвърлен в тъмница.
Още през 1381 г. Киприан въвежда почитанието на св. княз Александър Невски. През 1382 г. играе важна роля при превземането на Москва от хан Тохтамиш. Едва през 1386 (или 1390, при Василий I) той заема официално митрополитската катедра в Москва. Според преданието по времето на митрополит Киприан Москва е спасена по чудо от нашествието на хан Тамерлан (Тимур или Темир-Аксак). Когато Тамерлан се приближава на брега на Дон, Киприан изпраща духовници във Владимир, за да донесат в Москва чудотворната Владимирска икона на Богородица. Когато шествието с иконата наближава Москва, митрополит Киприан, духовенството и народът я посрещат с молитви. Това събитие е сюжет на много руски икони. Легендата разказва, че Богородица се е явила насън на Тамерлан и му казала да си върви. Тамерлан напуска Дон, където е стоял 2 седмици. На мястото на посрещането на иконата е построен още при Василий I Сретенският манастир (днес на ул. „Сретенка“ в Москва е запазен само храмът). Празникът Сретение на Владимирската икона се чества на 26 август.
Киприан е известен църковен писател, редактор и преводач на богослужебни книги и на „Кормчията“, автор е на жития на руски светци (св. Петър Киевски). Пише статии по литургика, събира писмената на руски духовници и князе, води обширна кореспонденция с голяма историческа ценност.
Преписът на Лествицата на св. Йоан Синайски е направен собственоръчно от св. Киприан през пролетта на 1387 г. в Студийския манастир край Константинопол. Ръкописът съдържа 279 листа, изписани със заоблен полуустав, близък до бързописа, който е известен в науката като българско писмо. Киприановият препис на Лествицата на св. Йоан Синайски се пази в библиотеката на Московската духовна академия и е дигитализиран. Дигиталният архив е достъпен на сайта на Света-Троицката Сергиева Лавра, Отдел ръкописи Архив на оригинала от 2015-03-09 в Wayback Machine., раздел Фундаментальное собрание библиотеки МДА № 152. Лествица Иоанна Лествичника, списанная митрополитом Киприаном Архив на оригинала от 2015-04-02 в Wayback Machine.

## Значимост
Книжовната дейност на св. Киприан е много богата и следва извършваните на Балканите актуални книжовни промени. Светителят въвежда в употреба Йерусалимския богослужебен типик и богослужебните текстове според Атонската книжовна реформа. Употребяваната от св. Киприан нова редакция на Служебника става известна като Киприанов служебник. Налага се новата версия на Псалтира, популяризира се Евтимиевата редакция на Синодика на Българската църква и се извършва актуализиране на Индекса на забранените книги. Последният остава известен като Киприанов индекс и се превръща в най-известния подобен списък. Трябва да се обърне внимание, че св. Киприан допринася за популяризация на общославянски (св. Константин – Кирил), български (св. Иван Рилски, св. Петка Търновска, св. Иларион Мъгленски и св. Йоаким Осоговски) и сръбски (св. Арсений Сръбски, св. Сава Сръбски и св. Симеон Неманя) светии сред руския народ.
Най-хубавото като литературна творба и най-ценното като исторически паметник за Киприан е надгробното слово за него, известно като „Похвално слово за митрополит Киприан“, написано от племенника му Григорий Цамблак. Той го създава през 1409 г. и го произнася на гроба на Киприан в Успенския събор в Московския кремъл вероятно по случай тригодишнината от смъртта му.
След себе си митрополитът оставя въвеждането на исихазма в Русия, богослужебно-книжовна реформа, нов агиографски стил, нов жанр в руската литература и утвърждаване на почит към св. Петър, митрополит киевски и на цяла Рус.
През 2006 година в Успенския събор, където се съхраняват мощите на св. Киприан, се отбелязва тържествено 600-годишнина от Успението на светителя, почитан като църковен обединител на руските земи. Светата литургия е отслужена от патриарха на Русия Алексий II. Присъстват много българи и сред тях трима български митрополити. На 29 септември 2009 година Търновската митрополия получава от Русия дар – голяма икона на св. Киприан, която е положена тържествено в катедралния търновски храм Рождество на Пресвета Богородица.